# Rutan VariEze
Pour les avions de nom similaire, voir Rutan.
 (février 2020).
Si vous disposez d'ouvrages ou d'articles de référence ou si vous connaissez des sites web de qualité traitant du thème abordé ici, merci de compléter l'article en donnant les références utiles à sa vérifiabilité et en les liant à la section « Notes et références ».
Le Rutan VariEze est un avion « canard »  en matériau composite dessiné par Burt Rutan. 
C'est un modèle d'avion conçu et construit par l'Américain Burt Rutan, innovant à la fois par sa configuration canard et par sa technique de construction en matériaux composites sans moule. Modifié pour la construction amateur, il a été construit à plusieurs centaines d'exemplaires, et a été suivi par un autre modèle aussi connu, le Long-EZ.  

## Historique
Avec l'expérience de son avion précédent, le VariViggen, Burt Rutan a commencé son VariEze en 1974. Le prototype (Model 31) immatriculé N7EZ a fait son premier vol en mai 1975, après seulement quatre mois de construction. L'avion était équipé d'un des plus légers moteurs disponibles, un moteur automobile Volkswagen 4 cylindres à plat adapté à l'aviation. Trois mois plus tard, il est présenté au rassemblement des constructeurs amateurs américains à Oshkosh. À cette occasion l'avion effectue un vol record de 2 635 km dans la classe des avions de moins de 500 kg, piloté par Dick Rutan, le frère de Burt. C'est le début d'une longue suite de records établie par la suite par les avions de Burt Rutan.

## Évolution
L'avion a reçu un tel accueil à Oshkosh que Rutan l'a redessiné pour l'adapter à la construction amateur, avec un moteur "aviation" certifié, le Continental O-200. Le deuxième prototype (model 33) immatriculé N4EZ qui était un peu plus grand et plus lourd avait une aile plus grande et plusieurs autres modifications, notamment des ailerons placés normalement sur l'aile au lieu des élevons (commandant à la fois le tangage et le roulis) placés sur le plan canard. Les plans étaient disponibles en juillet 1976 ; 2 000 dossiers de plans avaient été vendus en 1980. Quand la vente des plans a cessé en 1985, les VariEze et Long-EZ étaient les avions amateurs les plus fabriqués.

## Bilan
Un des buts visés par le concepteur était d'avoir un avion peu ou pas sensible au décrochage. La configuration canard a permis d'obtenir un avion résistant au décrochage (sous réserve d'un centrage adéquat, pas trop reculé). Le meilleur comportement aux grands angles d'attaque a été obtenu en montant sur l'aile des extensions de bord d'attaque (Drooped Leading Edge ou Leading edge cuff), remplacés par la suite par des petites plaques verticales ou « vortilons ». La résistance au décrochage du concept ne paraît pas avoir réduit le taux d'accident par rapport aux avions de configuration classique : les statistiques du NTSB (National Transportation Safety Board, organisme d'enquête sur les accidents) donnent 130 accidents et 46 morts pour une flotte d'environ 800 appareils. Les causes d'accidents sont en effet le plus souvent liées au pilote, au moteur ou à la météo.  
Les essais ont aussi montré une possibilité de perte de contrôle en cas de fort dérapage latéral (décrochage du winglet), ce qui a amené à réduire le débattement des gouvernes de direction.
Un autre but du concept était d'avoir un avion rapide et efficace en voyage. Les performances visées ont été obtenues mais au prix d'une longueur de roulage et d'une vitesse au décollage et à l'atterrissage plus élevées que pour des avions plus classiques équipés de volets.
Le pilotage assez vif en tangage et peu puissant en roulis, le manque de place en cabine et pour les bagages et la volonté de pouvoir installer un moteur très répandu (le Lycoming O-235) ont conduit à la conception d'un modèle plus grand, le Long-EZ.

## Caractéristiques
- Configuration canard, hélice à l'arrière
- Envergure aile 6,80 m, canard 3,10 m
- Biplace en tandem, train tricycle, roue avant relevable
- Masse à vide : 320 kg
- Moteur 100 ch
- Hélice bipale à calage fixe
- Vitesse de croisière : 291 km/h
- Vitesse max : 340 km/h
- Consommation : 19,3 litres/h.
- Carburant : 95 litres
- Distance franchissable :  1 065 km

### Essais en soufflerie, essai en vol
- En soufflerie à l'échelle 1, NASA Technical Paper 2382, 1985
- En soufflerie à l'échelle 0.36, NASA Technical Paper 2623, 1986
- En vol, SAE TP 871801, Flight test results for several light canard configured airplanes.